# Алгебра Дэффина — Кеммера — Петье
Алгебра Дэффина — Кеммера — Петье (ДКП — алгебра) — алгебра, образуемая матрицами Дэффина — Кеммера — Петье. В математической физике матрицы Дэффина — Кеммера — Петье используются в уравнении Даффина — Кеммера — Петье, служащим для релятивистски-инвариантного описания элементарных частиц со спином 0 и спином
1 в стандартной модели. ДКП-алгебра также называется «мезонной алгеброй». Введена в науку Ричардом Дэффином, Н. Кеммером и Д. Петье.

## Определения
Матрицы Дэффина — Кеммера — Петье определяются посредством уравнения:
{\displaystyle \beta ^{a}\beta ^{b}\beta ^{c}+\beta ^{c}\beta ^{b}\beta ^{a}=\beta ^{a}\eta ^{bc}+\beta ^{c}\eta ^{ba}\,,}
где {\displaystyle \eta ^{ab}} — состоящая из констант диагональная матрица. Матрицы Дэффина — Кеммера — Петье {\displaystyle \beta }, для которых {\displaystyle \eta ^{ab}} состоят из диагональных элементов (+1,-1,…,-1), используются в уравнении Дэффина-Кеммера-Петье. Пятимерные ДКП-матрицы могут быть представлены как:
{\displaystyle \beta ^{0}={\begin{pmatrix}0&1&0&0&0\\1&0&0&0&0\\0&0&0&0&0\\0&0&0&0&0\\0&0&0&0&0\end{pmatrix}}}, {\displaystyle \quad \beta ^{1}={\begin{pmatrix}0&0&-1&0&0\\0&0&0&0&0\\1&0&0&0&0\\0&0&0&0&0\\0&0&0&0&0\end{pmatrix}}}, {\displaystyle \quad \beta ^{2}={\begin{pmatrix}0&0&0&-1&0\\0&0&0&0&0\\0&0&0&0&0\\1&0&0&0&0\\0&0&0&0&0\end{pmatrix}}}, {\displaystyle \quad \beta ^{3}={\begin{pmatrix}0&0&0&0&-1\\0&0&0&0&0\\0&0&0&0&0\\0&0&0&0&0\\1&0&0&0&0\end{pmatrix}}\,.}
Эти пятимерные ДКП-матрицы используются для релятивистски-инвариантного представления элементарных частиц со спином 0. Для частиц со спином 1 используются 10-мерные ДКП-матрицы. ДКП-алгебра может быть сведена к прямой сумме неприводимых подалгебр для бозонов со спином 0 и спином 1, причем подалгебры определяются правилами умножения для линейно независимых базисных элементов.

## Уравнение Дэффина — Кеммера — Петье
Уравнением Дэффина — Кеммера — Петье (ДКП-уравнением, уравнением Кеммера) называется релятивистское волновое уравнение, которое служит для описания элементарных частиц со спином 0 и 1 в стандартной модели. Для элементарных частиц с ненулевой массой ДКП-уравнение имеет вид
{\displaystyle (i\hbar \beta ^{a}\partial _{a}-mc)\psi =0\,,}
где {\displaystyle \beta ^{a}} — матрицы Дэффина — Кеммера — Петье, {\displaystyle m} — масса частицы, {\displaystyle \psi } — её волновая функция, {\displaystyle \hbar } — постоянная Планка, {\displaystyle c} — скорость света. Для безмассовых частиц, член {\displaystyle mc} заменяется сингулярной матрицей {\displaystyle \gamma } которая подчиняется уравнениям {\displaystyle \beta ^{a}\gamma +\gamma \beta ^{a}=\beta ^{a}} и {\displaystyle \gamma ^{2}=\gamma }.
ДКП-уравнение для частиц со спином 0 тесно связано с уравнением Клейна — Гордона и уравнение для частиц со спином 1 с уравнением Прока. Оно страдает тем же недостатком, что и уравнение Клейна-Гордона, поскольку требует отрицательной вероятности. Также ковариантные гамильтоновы уравнения поля Де Дондера–Вейля могут быть сформулированы в терминах ДКП-матриц.

## История
Алгебра Дэффина — Кеммера — Петье была введена в науку в 1930-х годах Р. Дэффином, Н. Кеммером и Д. Петье,

## Дальнейшее чтение
- M. C. B. Fernandes, J. D. M. Vianna: On the generalized phase space approach to Duffin-Kemmer-Petiau particles, Foundations of Physics, vol. 29, no. 2, pp. 201—219, 1999, doi:10.1023/A:1018869505031(abstract)
- Marco Cezar B. Fernandes, J. David M. Vianna: On the Duffin-Kemmer-Petiau algebra and the generalized phase space, Brazilian Journal of Physics, vol. 28 n. 4, São Paulo, December 1998, ISSN 0103-9733, doi:10.1590/S0103-97331998000400024 (full text Архивная копия от 10 сентября 2020 на Wayback Machine)
- Pavel Winternitz et al. (eds.): Symmetry in physics: in memory of Robert T. Sharp, CRM Proceedings and Lecture Notes, 2004, ISBN 0-8218-3409-6, section «Bhabha and Duffin-Kemmer-Petiau equations: spin zero and spin one», p. 50 ff.
- V. Ya. Fainberg, B. M. Pimentel: Duffin-Kemmer-Petiau and Klein-Gordon-Fock Equations for Electromagnetic, Yang-Mills and external Gravitational Field Interactions: proof of equivalence, hep-th/0003283, submitted 30. March 2000